# Manuel Calvo Pumpido
Manuel Calvo Pumpido (Carballo (La Coruña), España, 23 de septiembre de 1938 - Madrid, España, 27 de julio de 2007) fue un empresario español. Fue el 31.º presidente del Real Sporting de Gijón.

## Biografía
Nacido en La Coruña el 23 de septiembre de 1938, Manuel Calvo Pumpido era hijo de Luis Calvo Sanz, fundador del Grupo Calvo en 1940, del que era vicepresidente y consejero delegado.
Se licenció en Ciencias Químicas por la Universidad Complutense de Madrid en 1959 y, en 1962, comenzó su trayectoria profesional como responsable del departamento de marketing de ESSO Petroleum. En 1963. fundó Hizarco Publicidad y Marketing, S.A., empresa que presidió hasta 1970, cuando se incorporó al Grupo Calvo y fundó Calvopesca. Su conocimiento del mundo de la publicidad hizo su compromiso decidido, en 1979, por la publicidad en televisión fuese un éxito para el grupo conservero.
Su relación con el mundo del fútbol le llegó a través de su empresa de publicidad Hizarco Publicidad y Marketing, S.A., que se encargaba de negociar y explotar la publicidad estática de varios estadios, entre los que se encontraba El Molinón. Esta relación le llevó a suscribir acciones de la sociedad anónima deportiva Real Sporting de Gijón en 1992, lo que le llevó al primer consejo de administración de la S. A. D. y, en 1994, a su presidencia.